# Liste der Biografien/Cask
Liste der Biografien |
Portal Biografien |
Personensuche
# |
A |
B |
C |
D |
E |
F |
G |
H |
I |
J |
K |
L |
M |
N |
O |
P |
Q |
R |
S |
T |
U |
V |
W |
X |
Y |
Z |
?
 
Ca |
Cb |
Cc |
Ce |
Ch |
Ci |
Cj |
Ck |
Cl |
Cm |
Cn |
Co |
Cr |
Cs |
Ct |
Cu |
Cv |
Cw |
Cy |
Cz
 
Caa–Cag |
Cah |
Cai |
Caj |
Cak |
Cal |
Cam |
Can |
Cao–Cap |
Caq |
Car |
Cas |
Cat–Caz
 
Casa |
Casc |
Casd |
Case |
Casg |
Cash |
Casi |
Cask |
Casl |
Casm |
Casn |
Caso |
Casp |
Casq |
Casr |
Cass |
Cast |
Casu |
Casw |
Casz
Die Liste der Biografien führt alle Personen auf, die in der deutschsprachigen Wikipedia einen Artikel haben. Dieses ist eine Teilliste mit 5 Einträgen von Personen, deren Namen mit den Buchstaben „Cask“ beginnt.

## Cask

### Caske
- Caskel, Christoph (1932–2023), deutscher Konzertschlagzeuger und Musikpädagoge
- Caskel, Werner (1896–1970), deutscher Orientalist und Islamwissenschaftler
- Caskey, C. Thomas (1938–2022), US-amerikanischer Humangenetiker und Experte auf dem Gebiet der personalisierten Medizin
- Caskey, Lacey D. (1880–1944), amerikanischer Klassischer Archäologe

### Caski
- Caskie, John (1821–1869), US-amerikanischer Politiker